# I'm Talking About You
"I'm Talking About You" is een nummer van de Amerikaanse muzikant Chuck Berry. Het nummer verscheen op zijn album New Juke Box Hits uit 1961. In februari van dat jaar werd het nummer uitgebracht als de B-kant van de single "Little Star".

## Achtergrond
"I'm Talking About You" is geschreven door Chuck Berry en geproduceerd door Leonard en Phil Chess. Hij bracht het nummer uit op het album New Juke Box Hits en als de B-kant van de single "Little Star", dat geen hitlijsten behaalde.
"I'm Talking About You" is vooral bekend geworden vanwege de vele covers door vooraanstaande artiesten. The Beatles speelden het regelmatig live; een opname van een live-optreden verscheen in 1977 op het album Live! at the Star-Club in Hamburg, Germany; 1962. Op 16 maart 1963 nam de band nog een versie op voor het BBC-radioprogramma Saturday Club. Normaal gesproken werden deze nummers eerst opgenomen en enige tijd later uitgezonden, maar het kon niet vooraf worden opgenomen omdat John Lennon de dagen daarvoor verkouden was. In 2013 verscheen deze versie op het album On Air – Live at the BBC Volume 2. Het is de laatste van negen Chuck Berry-covers die de band heeft uitgebracht.
In 1965 werd "I'm Talking About You" opgenomen door The Rolling Stones voor hun album Out of Our Heads. Het verscheen op dit album onder de titel "Talkin' 'bout You". In de Verenigde Staten verscheen het nummer op het album December's Children (and Everybody's). Andere artiesten die het nummer hebben opgenomen, zijn onder meer Roger Chapman, Dr. Feelgood, The Hollies (op Stay with The Hollies), Hot Tuna, The Liverbirds, Ricky Nelson en The Yardbirds.